# کهکشان بیضی کوتوله

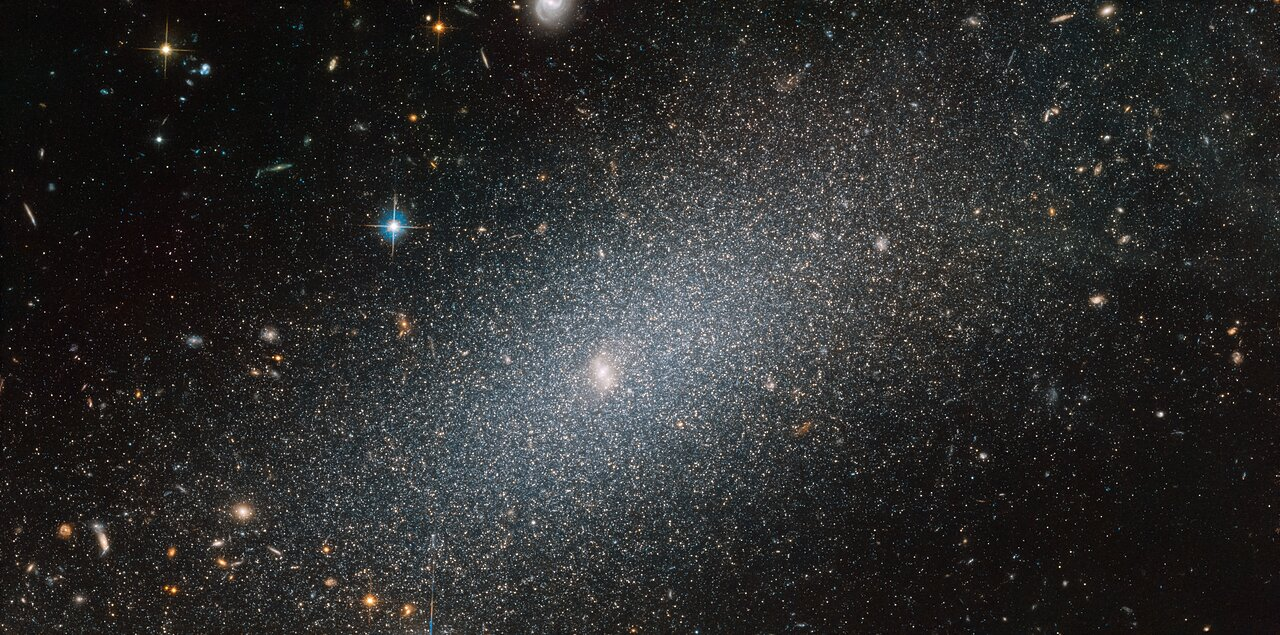
کهکشان بیضی کوتوله PGC 29388

کهکشان بیضی کوتوله (انگلیسی: Dwarf elliptical galaxy) یا (dEs) کهکشان‌هایی بیضی شکل هستند که کوچکتر از کهکشان‌های بیضوی معمولی هستند. آنها در گروه‌ها و خوشه‌های کهکشانی کاملاً رایج هستند و معمولاً همراه دیگر کهکشان‌ها حضور دارند.

## نمونه‌ها
کهکشان‌های بیضوی کوتوله را نباید با کلاس کهکشان‌های کم‌نظیر «بیضی فشرده» اشتباه گرفت، که مسیه ۳۲، خود یک قمر کهکشان آندرومدا، نمونهٔ اولیهٔ آن است. در سال ۱۹۴۴ والتر باده، بیضوی‌های کوتوله ان‌جی‌سی ۱۴۷ و ان‌جی‌سی ۱۸۵ را به عنوان اعضای این گروه محلی تأیید کرد. در دههٔ ۱۹۵۰، dEs در نزدیکی خوشه‌های کوره و دوشیزه نیز کشف شد.

## ارتباط با انواع دیگر کهکشان‌های بیضوی
کهکشان‌های بیضوی کوتوله دارای قدر مطلق آبی در محدودهٔ -18 <MV < -۱۴ هستند: کم‌نورتر از کهکشان‌های بیضوی معمولی.
نمایه‌های روشنایی سطح کهکشان‌های بیضوی معمولی قبلاً با استفاده از قانون د ووفولر تخمین زده می‌شد، در حالی که dEs با نیمرخ روشنایی سطح به‌طور تصاعدی کاهش می‌یابد. با این حال، هر دو نوع با یک تابع کلی تر، که به عنوان قانون سرسیک شناخته می‌شود، به خوبی مطابقت دارند و پیوستگی شاخص سرسیک (که شکل نمایه روشنایی سطح را کمی می‌کند) به عنوان تابعی از درخشندگی کهکشان وجود دارد. این چنین تفسیر می‌شود که نشان می‌دهد کهکشان‌های بیضوی کوتوله و بیضوی معمولی به یک دنبالهٔ منفرد وابسته‌اند.
یک نوع حتی کم‌نورتر از کهکشان‌های بیضی‌مانند، به نام کهکشان‌های کروی کوتوله، ممکن است یک کلاس کاملاً متمایز باشد.